# كرمة النابلسي
كرمة النابلسي (1957-) أكاديمية فلسطينية في جامعة أكسفورد ومحاضرة في العلاقات الدولية، من مواليد لبنان. كانت عضواً في الوفد الفلسطيني المفاوض في واشنطن في أوائل التسعينات كما كانت ممثلة عن منظمة التحرير الفلسطينية.
إنضمت كرمة إلى الحركة الوطنية الفلسطينية عام 1978 للعمل ضمن البعثة الفلسطينية في الأمم المتحدة، عام 1982 غادرت إلى تونس بعد اجتياح لبنان، وعملت كنائبة لسفير منظمة التحرير الفلسطينية في بريطانيا بين عامي 1985 و1986.

## مهنة
درست النابلسي للحصول على الماجستير والدكتوراه في كلية باليول في جامعة أكسفورد. وكانت زميلة أبحاث في مجال السياسة في جائزة مفتوحة في كلية نوفيلد من عام 1998 إلى عام 2005. كما كانت زميلة جان مونيه في التاريخ في معهد الجامعة الأوروبية من 2000 إلى 2001.
يمتد بحث النابلسي على الفكر السياسي في القرنين الثامن عشر و19، وقوانين الحرب، والتاريخ المعاصر وسياسة اللاجئين الفلسطينيين، والتمثيل والديمقراطية.
بينما أشرف على زمالة باحثة في كلية نوفيلد، أدار النابلسي تقييماً للاحتياجات المدنية للاجئين الفلسطينيين، وكان محرراً لنتائجه: سجل الفلسطينيين: وضع الأسس ووضع التوجيهات،الذي نشر في عام 2006. من 2011-2016، قامت بعقد وإدارة تسجيل الناخبين المدنيين للاجئين الفلسطينيين إلى برلمانهم الوطني في أكثر من 24 دولة، والعمل مع الأمم المتحدة، ومفوضية الأمم المتحدة لشؤون اللاجئين، والأونروا، ولجان الانتخابات المركزية الوطنية والدولية.  أنشأ المشروع آلية تصويت آمنة عبر الإنترنت، تم تصميمها مع الزملاء في أكسفورد، والتي تستخدمها المؤسسات الدولية التي تخدم احتياجات اللاجئين.
أدارت برنامج العلوم الإنسانية الرقمية برعاية الأكاديمية البريطانية، تم تطويره مع العلماء والمتاحف ومعاهد البحوث والجامعات في جميع أنحاء الجنوب العالمي.  وقد نُشر في عام 2017، ويوفر مورداً للبحث والتدريس ثنائي اللغة مفتوح الوصول.  تغطي المواد الدراسية والبحثية على الإنترنت حركة التحرير الفلسطينية خلال حقبة مناهضة الاستعمار في الخمسينات والستينات والسبعينات.
وقد كتبت في الصحافة البريطانية عن التجربة الفلسطينية واستراتيجية الحكومة البريطانية «منع» مكافحة الإرهاب.
وكانت سابقاً مديرة الدراسات الجامعية في قسم السياسة والعلاقات الدولية في أكسفورد. وهي مسؤولة عن المساواة في فرع جامعة أكسفورد.

## الجوائز
في عام 2016، فازت النابلسي بجائزة «جائزة التقدير الخاص» لاتحاد طلاب جامعة أكسفورد.  في عام 2017، فازت النابلسي بجائزة القائد الملهم للتعليم العالي للجارديان، وجائزة «المرأة العربية للعام» في التعليم. في عام 2019، فازت بجائزة «جائزة التعليم الجامعي» لجمعية دراسات الشرق الأوسط (MESA).

## أعمال مختارة باللغة الإنجليزية
- منفي من الثورة، في البحث عن فلسطين: كتابة فلسطينية جديدة عن المنفى والوطن، eds. جونسون وشحادة، إنتدان برس، 2013.
- أن الإرادة العامة غير قابلة للتدمير في الحقائق البديهية؟ حقوق الإنسان والتنوير، ومحاضرات العفو أكسفورد، إد، Tunstall ، كيت E. نيويورك، بلومزبري أكاديمي. 2012.
- دور المثقفين الفلسطينيين، في انتظار البرابرة: تحية لإدوارد سعيد، سوكمن وارتور (EDS)، فيرسو، 2008.
- تقاليد العدالة في الحرب: النقاش الحديث في المنظور التاريخي، في ستاثيس ن. كاليفاس، إيان شابيرو، وطارق مسعود (eds.) النظام، والصراع، والعنف، مطبعةجامعة كامبريدج، 2008.
- العدالة باعتبارها الطريق إلى الأمام في أين الآن لفلسطين؟ زوال حل الدولتين،موتين (المعهد الفلسطيني لدراسة الديمقراطية)، Zed Press، 2007.
- مفهوم العدالة في الحرب: من غروتيوس إلى العصر الحديث، في ر. سورابجي وD. رودان (eds)، وأخلاقيات الحرب: المشاكل المشتركة في تقاليد مختلفة،ألدرشوت: أشغيت، 2006.
- تقاليد الحرب: الاحتلال والمقاومة والقانون، مطبعة جامعة أكسفورد، 2005 (طبعة غلاف عادي).
- عملية بناء الدولة: ما الخطأ الذي حدث؟، في م. كيتنغ، أ. لو مور وآر لوي (EDS)، المعونة والدبلوماسية والحقائق على أرض الواقع: قضية فلسطين،لندن: تشاتام هاوس، 2005.
- لا غير سانت: مناقشات حول الحرب العادلة بين الجمهوريين في القرن التاسع عشر، في S. Hazareesingh (إد)، وتقليد جاكوبين في فرنسا الحديثة: مقالات تكريما لفنسنت رايت، أكسفورد: مطبعة جامعة أكسفورد، 2003.
- تطور مفاهيم المدنيين والمتقاتلين: بعد مائة عام من مؤتمرات السلام في لاهاي، في س. تشيسترمان (ed)، المدنيون في الحرب،لندن: لين رينر، 2001.
- الحرب العادلة، ليفي أون ماس، و Jus ad Bellum جوس في بيلو في روي غوتمان وديفيد ريف، eds., جرائم الحرب. نيويورك، و. و. نورتون، 1999.